# Procladius martini
Procladius martini är en tvåvingeart som beskrevs av Roback 1982. Procladius martini ingår i släktet Procladius och familjen fjädermyggor. Inga underarter finns listade i Catalogue of Life.